# Brian Leiva
Brian Leonardo Nicolás Leiva Vargas (Punta Arenas, Chile, 21 de febrero de 1998) es un futbolista chileno. Juega de delantero.

## Trayectoria
Brian Leiva interesó a Universidad Católica tras el Mundialito Sub-15 realizado en Valdivia en 2013, en el cual defendía la camiseta del club Prat de Punta Arenas. Tras el torneo fue invitado dos semanas a San Carlos de Apoquindo, pero volvió a su ciudad al no sentirse preparado. Al año siguiente volvió preparado al club, manteniéndose allí desde ese año.
Debutó oficialmente por la Universidad Católica el 9 de julio de 2017 en un partido ante Rangers por la primera fase de la Copa Chile.

## Selección nacional
Ha sido internacional con la Selección de fútbol sub-17 de Chile. Participó de la Copa Mundial de Chile 2015, donde jugó 3 encuentros, contra Nigeria, Estados Unidos y México. Ante este último anotó un gol.

### Participaciones en Copas del Mundo
| Mundial                | Sede  | Resultado        | Partidos | Goles |
| ---------------------- | ----- | ---------------- | -------- | ----- |
| Mundial Sub-17 de 2015 | Chile | Octavos de final | 3        | 1     |

## Estadísticas
| Club                         | Div.       | Temporada  | Liga  | Liga  | Copas nacionales | Copas nacionales | Torneos internacionales | Torneos internacionales | Total | Total |
| Club                         | Div.       | Temporada  | Part. | Goles | Part.            | Goles            | Part.                   | Goles                   | Part. | Goles |
| ---------------------------- | ---------- | ---------- | ----- | ----- | ---------------- | ---------------- | ----------------------- | ----------------------- | ----- | ----- |
| Universidad Católica · Chile | 1.ª        | 2017       | 1     | 0     | 1                | 0                | —                       | —                       | 2     | 0     |
| Universidad Católica · Chile | Total club | Total club | 1     | 0     | 1                | 0                | 0                       | 0                       | 2     | 0     |
| Deportes Melipilla · Chile   | 2.ª        | 2019       | 13    | 1     | 2                | 0                | —                       | —                       | 15    | 1     |
| Deportes Melipilla · Chile   | 2.ª        | 2020       | 10    | 0     | —                | —                | —                       | —                       | 10    | 0     |
| Deportes Melipilla · Chile   | Total club | Total club | 23    | 1     | 2                | 0                | 0                       | 0                       | 25    | 1     |
| Iberia · Chile               | 3.ª        | 2021       | 18    | 0     | 1                | 0                | —                       | —                       | 19    | 0     |
| Iberia · Chile               | Total club | Total club | 18    | 0     | 1                | 0                | 0                       | 0                       | 19    | 0     |
| San Antonio Unido · Chile    | 3.ª        | 2022       | 20    | 4     | 4                | 1                | —                       | —                       | 24    | 5     |
| San Antonio Unido · Chile    | Total club | Total club | 20    | 4     | 4                | 1                | 0                       | 0                       | 24    | 5     |
| Total club                   | Total club | Total club | 62    | 5     | 8                | 1                | 0                       | 0                       | 70    | 6     |
| 1. 2. 3.                     |            |            |       |       |                  |                  |                         |                         |       |       |

## Palmarés

### Campeonatos nacionales
| Título           | Equipo                   | País  | Año  |
| ---------------- | ------------------------ | ----- | ---- |
| Primera División | C.D Universidad Católica | Chile | 2018 |